# Шпёрль, Александр
Александр Иоганн Генрих Шпёрль (нем. Alexander Johann Heinrich Spoerl; 3 января 1917 года, Дюссельдорф, Германия — 16 октября 1978 года, Роттах-Эгерн, Германия) — немецкий писатель и сценарист, антифашист, член движения Сопротивления во время Второй мировой войны, член организации «Красная капелла».

## Биография
Александр Иоганн Генрих Шпёрль родился в семье писателя Генриха Шпёрля и его жены Гертруды. После окончания средней школы в Дюссельдорф-Бильке, изучал машиностроение в Технической Академии в Шарлоттенбурге. Между 1939 и 1949 годами работал переводчиком, инженером, помощником режиссёра, таксистом. Сотрудничал с Либертас Шульце-Бойзен в антинацистских акциях организации «Красная капелла».
После Второй мировой войны в 1949 году обратился к литературе. Самые известные произведения были созданы им в 1950-х годах. Для его сочинений свойственен особый стиль — смесь юмора и иронии с меланхолическим оттенком. Он хорошо знал слабости своих современников, как в настоящем времени, так и во времена нацистской диктатуры, об этом и писал.
Он является автором романов, киносценариев, сценариев для радиопостановок, нескольких учебников и практических руководств. Его последняя работа Die braunen Dreißiger («Коричневые тридцатые годы») была опубликована посмертно в 1988 году.
В 1948 году женился на Маргот Клинцманн из Берлина, от которой имел двух детей: Анну-Катарину-Гертруду (родилась в 1949 году) и Флориана-Александра (родился в 1951 году). После развода женился в 1954 году в Дюссельдорфе на фотографе Ингеборг Волленцин.
Александр Шпёрль умер 16 октября 1978 года от сердечного приступа в Роттах-Эгерне, в Баварии и похоронен на новом католическом кладбище в могиле со своими родителями.

### Избранные сочинения
- Der eiserne Besen. Von Vater und Sohn Spoerl, 1949
- Memoiren eines mittelmäßigen Schülers («Воспоминания посредственного студента»), 1950
- Ich habe nichts damit zu tun (späterer Titel Der Mann, der keinen Mord beging), 1951
- Ein unbegabter Liebhaber, 1952
- Mit dem Auto auf du, 1953
- Moral unter Wasser, 1953
- Bürgersteig — Aufsässiger Roman, 1954
- Gentlemen in Unterhosen — Lehrbuch für den Herrn im Hause, 1955
- Mit Motorrad und Roller auf du, 1955
- Auf dem Busen der Natur — Ein heiteres Buch für Leute innerhalb und außerhalb des Zelts, 1956
- Mit der Kamera auf du, 1957
- Umgang mit einer Göttin, 1958
- Teste selbst — Für Menschen, die ein Auto kaufen, 1959
- So ist der Alltag ein Scherz, 1960
- Fische fangen, 1960
- Matthäi am letzten — Roman um einen Weltuntergang, 1960
- Der Panne an den Kragen, 1962
- Kleiner Mann baut im Tessin, 1963
- So kam der Mensch auf Auto, 1963
- Vergrößern eine Kleinigkeit, 1964
- Der Mensch im Auto — Enthüllungen und Ratschläge, 1965
- Auto im Winter — Eine kleine Plauderei mit praktischen Tips für das Autofahren im Winter, 1966
- Die anderen Leute — von fünfundvierzig bis heute, 1967
- Filmen mit Spoerl, 1967
- Menschen dritter Klasse, 1968
- Groschen und Millionen — Alles Wichtige über Lotto und Toto, Kreuzchen und Systeme, Einsatz und Gewinn, 1969
- Das große Auto-ABC, 1970
- Unter der Schulbank geschrieben, 1970
- Computerbuch, 1971
- Ein unbegabter Ehemann, 1972
- Der alphabetische Herr, 1973
- Mikrowellen-Kochen — Gerätetechnik, Anwendung, Rezepte, 1973
- Pachmayr — Lebenslauf einer Leiche, 1973
- Der Klang macht die Musik — alles über Platten, Bänder und Geräte, 1975
- Mehr über die Heizung, 1975
- Die Sache fing von vorne an — Ein Jugendroman, 1976
- Das neue Angelbuch in Farbe, 1977
- Das neue Hundebuch in Farbe — alles über Ihren Partner und Sie, 1978
- Hausherrenbrevier — vom Umgang mit Nägeln, Schrauben und anderen Heimsuchungen, 1985
- Die braunen Dreißiger («Коричневые тридцатые годы»), 1988

### Кинопостановки
- 1968: Der Mann, der keinen Mord beging — Fernseh-Mehrteiler — Regie: Hans Quest, mit Karl-Michael Vogler, Grit Boettcher, Kerstin de Ahna, Erik Ode, Georg Lehn und Herbert Mensching.